# 骨魚池國家公園
24°59′32″N 77°23′20″W / 24.9922°N 77.3889°W
骨魚池國家公園是巴拿馬的國家公園，位於新普羅維登斯島，面積5平方公里，始建於2002年，有淡水龍蝦、笛鯛、鶴鱵、梭子魚等海洋動物棲息。